# U-ka saegusa IN db II
『U-ka saegusa IN db II』（ユーカ サエグサ イン デシベル セカンド）は、日本の男女4人組バンドである三枝夕夏 IN dbのスタジオ・アルバム。
バンドの2ndアルバムとして、2004年11月17日にGIZA studioからリリースされた。前作の『三枝夕夏 IN db 1st 〜君と約束した優しいあの場所まで〜』（2003年）からおよそ1年ぶりにリリースされた作品であり、プロデューサーは、前作に引き続きKANONJIこと長戸大幸が担当している。
本作からの先行シングルとして「眠る君の横顔に微笑みを」「へこんだ気持ち 溶かすキミ」「笑顔でいようよ」「いつも心に太陽を」の4曲に加え、ボーカルの三枝夕夏が提供した楽曲で、韓国の女性アイドルグループとして活動していたJEWELRYの「ココロが止まらない」と「胸いっぱいのこの愛を 誰より君に」、日本のロックバンドであるWAGの「吹きすさぶ風の中で」のセルフカバーが3曲収録されている。

## 制作
前作『三枝夕夏 IN db 1st 〜君と約束した優しいあの場所まで〜』（2003年）に引き続き、元PAMELAHの小澤正澄が半数以上の曲の編曲を手がけ、ビーイング所属のシンガーソングライターである小松未歩が楽曲を提供しているほか、メンバーの三枝夕夏、岩井勇一郎が作曲した曲も収録されている。

## 批評
| 専門評論家によるレビュー | 専門評論家によるレビュー |
| レビュー・スコア         | レビュー・スコア         |
| 出典                     | 評価                     |
| ------------------------ | ------------------------ |
| CDジャーナル             | 肯定的                   |

『CDジャーナル』は、楽曲に関して「全体的に軽やかな楽曲が多いのも、彼女の持つサーフ・サイドな印象を活かした上でのこと」としたうえで「耳馴染み良い楽曲が次々流れてくるグッド・リスニングな一枚」と肯定的な評価を下している。

## リリース
2004年11月17日にGIZA studioからリリースされた。
スリーブケース仕様として、ファンが厳選したお気に入りの歌詞が掲載されたブックレット『bottom of my heart』が同梱されている。

## チャート成績
本作は、オリコンのアルバムチャートにおいて最高第23位を獲得し、登場週数4回、売り上げ枚数は約2万枚となった。

## 収録曲
| #         | タイトル                             | 作詞              | 作曲       | 編曲      | 時間  |
| --------- | ------------------------------------ | ----------------- | ---------- | --------- | ----- |
| 1.        | 「いつも心に太陽を」                 | 三枝夕夏          | 三枝夕夏   | 小澤正澄  | 3:21  |
| 2.        | 「眠る君の横顔に微笑みを」           | 三枝夕夏          | 大野愛果   | 小澤正澄  | 4:23  |
| 3.        | 「ココロが止まらない」               | 三枝夕夏          | 大野愛果   | 徳永暁人  | 3:52  |
| 4.        | 「胸いっぱいのこの愛を 誰より君に」  | 三枝夕夏          | 大野愛果   | 小澤正澄  | 3:27  |
| 5.        | 「青春の空」                         | 三枝夕夏          | 岩井勇一郎 | 小林哲    | 5:12  |
| 6.        | 「へこんだ気持ち 溶かすキミ」        | 三枝夕夏          | 大野愛果   | 小澤正澄  | 3:16  |
| 7.        | 「笑顔でいようよ」                   | 三枝夕夏          | 大野愛果   | 小澤正澄  | 3:41  |
| 8.        | 「最後のキスは氷のように冷たかった」 | 三枝夕夏          | 五大ゆり   | 古井弘人  | 4:23  |
| 9.        | 「吹きすさぶ風の中で」               | 三枝夕夏          | 徳永暁人   | 小澤正澄  | 3:59  |
| 10.       | 「私を許さないで」                   | 三枝夕夏          | 小松未歩   | 後藤康二  | 5:20  |
| 11.       | 「Hand to Hand」                     | 三枝夕夏 尾崎春美 | 大野愛果   | 小澤正澄  | 5:04  |
| 12.       | 「君のハートに胸キュン②」            | 三枝夕夏          | 岩井勇一郎 | 後藤康二  | 4:12  |
| 合計時間: | 合計時間:                            | 合計時間:         | 合計時間:  | 合計時間: | 50:10 |

## 楽曲解説
1. いつも心に太陽を
  - 10thシングル。
  - CBC･TBS系『ウルトラマンネクサス』エンディングテーマ[4]
2. 眠る君の横顔に微笑みを
  - 7thシングル。
  - よみうりテレビ･日本テレビ系アニメ『名探偵コナン』エンディングテーマ[5]
3. ココロが止まらない
  - 韓国の女性アイドルグループとして活動していたJEWELRYの日本デビュー曲である「ココロが止まらない」[6]のセルフカバー[7]。
4. 胸いっぱいのこの愛を 誰より君に
  - 韓国の女性アイドルグループとして活動していたJEWELRYが、日本でリリースした2ndシングルである「胸いっぱいのこの愛を 誰より君に」[8][9]のセルフカバー[7]。
5. 青春の空
6. へこんだ気持ち 溶かすキミ
  - 8thシングル。
  - 日本テレビ系『TVおじゃマンボウ』エンディングテーマ[10]
7. 笑顔でいようよ
  - 9thシングル。
  - 日本テレビ系『AX MUSIC-TV』AX POWER PLAY #067[11]
8. 最後のキスは氷のように冷たかった
  - 10thシングル「いつも心に太陽を」のカップリング曲。
9. 吹きすさぶ風の中で
  - 日本のロックバンドであるWAGのシングル「吹きすさぶ風の中で」[12]のセルフカバー[7]。
10. 私を許さないで
11. Hand to Hand
  - 愛知県警が『みんなで安全なまちづくり』のイメージソングを制作するにあたり、歌詞を一般公募したうえで、三枝が最優秀賞を決めた後に補作詞した楽曲で、元々はアルバムに収録される予定はなく、三枝がとても良い曲なので収録したいという要望で急遽決まったという[7]。また、18thシングル「雲に乗って」（2007年）の初回盤のみのカップリング曲として「Hand to Hand -new ver.-」が収録された[13]。
  - 愛知県警『進めよう!! みんなで安全なまちづくり』イメージソング
12. 君のハートに胸キュン②
  - 8thシングル「へこんだ気持ち 溶かすキミ」のカップリング曲。

## 参加ミュージシャン
- Recording director : 池田大介 (ZAIN ARTISTS)

三枝夕夏 IN db
- Vocal & Chorus : 三枝夕夏
- Guitar & Chorus : 岩井勇一郎
- Bass & Manipulator : 大藪拓
- Drums : 車谷啓介

Additional Musician
- Chorus : 宇徳敬子 (#2,4,5,8,10)
- Chorus : 徳永暁人 / doa (#9)
- Chorus : 大田紳一郎 / doa (#1,7,11)
- Guitar : 綿貫正顕 (#3)
- Chorus : Choco (#6)